# Raffaelea barbata
Raffaelea barbata är en svampart som först beskrevs av Ellis & Everh., och fick sitt nu gällande namn av David Leslie Hawksworth 1979. Raffaelea barbata ingår i släktet Raffaelea och familjen Ophiostomataceae.   Inga underarter finns listade i Catalogue of Life.